# يورو ستوكس 50
يورو ستوكس 50 (EURO STOXX 50) هو مؤشر أسهم لأسهم منطقة اليورو صممه <b>ستوكس</b> ، مزود المؤشرات المملوك لمجموعة البورصة الألمانية. يتكون المؤشر من 50 سهمًا من 11 دولة في منطقة اليورو. 
يمثل يورو ستوكس 50 الشركات الكبرى في منطقة اليورو والتي تعتبر رائدة في قطاعاتها.  وهي مكونة من خمسين من أكبر الأسهم وأكثرها سيولة. تعد العقود الآجلة والخيارات للمؤشر يورو ستوكس 50، والتي يتم تداولها في يوركس ، من بين المنتجات الأكثر سيولة في أوروبا والعالم.
| يورو ستوكس 50 (DSX) |         |
| ------------------- | ------- |
| تبادل:              | يوروكس  |
| قطاع:               | فِهرِس    |
| حجم القراد:         | 1       |
| قيمة القراد:        | 10 يورو |
| بي بي في:           | 10      |
| فئة:                | يورو    |
| منزلة عشرية:        | 1       |

تم طرح مؤشر يورو ستوكس 50 في 26 فبراير 1998.
يمثل مؤشر يورو ستوكس 50 بعضًا من أكبر الشركات في منطقة اليورو من حيث القيمة السوقية للتداول الحر . ويستحوذ المؤشر على حوالي 60% من القيمة السوقية للتداول الحر لمؤشر السوق الإجمالي يورو ستوكس (TMI)، والذي يغطي بدوره حوالي 95% من القيمة السوقية للتداول الحر للبلدان الممثلة.

## أنظر أيضا
- STOXX Europe 50 (مؤشر مماثل لا يقتصر على منطقة اليورو)
- ستاندرد آند بورز أوروبا 350